# Hamish Stuart
Hamish Stuart (Glasgow, 8 ottobre 1949) è un musicista, compositore e produttore discografico britannico.

## Biografia
Prima di essere invitato a formare gli Average White Band, Hamish Stuart aveva già registrato alcuni singoli con la sua prima band, i Dream Police.
Dopo essere stato membro degli AWB dal 1972 al 1982, lavorò con Aretha Franklin, Chaka Khan e David Sanborn.
Scrisse l'hit del 1986 If Your Heart Isn't in It, suonata dagli Atlantic Starr, e numerosi brani per Diana Ross, Smokey Robinson, Jeffrey Osborne e George Benson.
Nel 1989 entrò a far parte della band di Paul McCartney, dividendosi nei ruoli di chitarrista e bassista. Nello stesso anno suona nel disco di McCartney Flowers in the Dirt e affianca il cantante nei suoi tour mondiali del 1989 e del 1993. 
Dopo aver collaborato con numerosi artisti, nel 1999 registra il suo primo album da solista, Sooner or Later, pubblicato dalla sua casa discografica Sulphuric Records.
Oltre a suonare con il suo gruppo, la Hamish Stuart Band, e con il suo amico chitarrista Jim Mullen, Stuart ha anche prodotto Gordon Haskell e il cantautore svedese Meja.
Nel 2006 Stuart andò in tour con Ringo Starr & His All-Star Band come bassista. Si unì nuovamente a Ringo Starr per il tour del 2008.
Nel 2007 produsse l'album All About Music della band The All-Stars, nella quale si esibiva anche come cantante.
Cura, insieme alla sua compagna Claire Houlihan e all'amico Tom Sutton, il festival mOARE Music, che si tiene annualmente nel villaggio di Oare, nel Kent.
Torna con la All Starr Band di Ringo Starr dal 2019 fino a oggi con Edgar Winter, Colin Hay e Steve Lukather e Gregg Bissonnette.
Nel 2023 torna live in Italia insieme a una super band composta dal batterista di estrazione jazz Enzo Zirilli (che gia’ lo accompagnava durante la sua permanenza londinese), dal tastierista Gianluca Di Ienno e dal chitarrista e vocalist della Treves Blues Band, Alex Gariazzo.

## Discografia

### Con la Average White Band
- Show You Hand (1973)
- AWB (1974)
- Cut the Cake (1975)
- Soul Searching (1976)
- Person to Person (live) (1976)
- Benny & Us (1977)
- Warmer Communications (1978)
- Feel No Fret (1979)
- Shine (1980)
- Cupids in Fashion (1982)

### Con Chaka Khan
- Chaka (1978)
- Naughty (1980)
- What Cha' Gonna Do for Me (1981)
- Chaka Khan (1982)
- I Feel for You (1984)

### Con Paul McCartney
- Flowers in the Dirt (1989)
- Tripping the Live Fantastic (1990)
- Unplugged - The Official Bootleg (1991)
- Off the Ground (1993)
- Paul Is Live (1993)